# Classique de snooker
Pour les articles homonymes, voir Classic.
Le Classique de snooker est un ancien tournoi de snooker professionnel créé en 1980 et disparu après l'édition 1992. Disputé en Angleterre à Bournemouth, le tournoi a compté pour le classement mondial de snooker de 1984 à sa disparition.
Steve Davis a soulevé le trophée à six reprises.

## Histoire
Le tournoi débute en janvier 1980 sous le nom de Classique Wilsons. C'est alors un tournoi sur invitation de huit joueurs. En 1982, Steve Davis réalise le premier break maximum télévisé en quarts de finale contre John Spencer. Après 1992, le tournoi est supprimé et remplacé par l'Open du pays de Galles.
Willie Thorne (en 1985) et Steve James (en 1990) ont remporté le tournoi une fois chacun. C'est pour tous les deux leur unique titre dans tournoi comptant pour le classement mondial.

## Palmarès
| Année                             | Vainqueur                         | Finaliste                         | Score                             | Saison                            |
| Classique de snooker (non classé) | Classique de snooker (non classé) | Classique de snooker (non classé) | Classique de snooker (non classé) | Classique de snooker (non classé) |
| --------------------------------- | --------------------------------- | --------------------------------- | --------------------------------- | --------------------------------- |
| 1980 (janvier)                    | John Spencer                      | Alex Higgins                      | 4-3                               | 1979-1980                         |
| 1980 (décembre)                   | Steve Davis                       | Dennis Taylor                     | 4-1                               | 1980-1981                         |
| 1982                              | Terry Griffiths                   | Steve Davis                       | 9-8                               | 1981-1982                         |
| 1983                              | Steve Davis (2)                   | Bill Werbeniuk                    | 9-5                               | 1982-1983                         |
| Classique de snooker (classé)     |                                   |                                   |                                   |                                   |
| 1984                              | Steve Davis (3)                   | Tony Meo                          | 9-8                               | 1983-1984                         |
| 1985                              | Willie Thorne                     | Cliff Thorburn                    | 13-8                              | 1984-1985                         |
| 1986                              | Jimmy White                       | Cliff Thorburn                    | 13-12                             | 1985-1986                         |
| 1987                              | Steve Davis (4)                   | Jimmy White                       | 13-12                             | 1986-1987                         |
| 1988                              | Steve Davis (5)                   | John Parrott                      | 13-11                             | 1987-1988                         |
| 1989                              | Doug Mountjoy                     | Wayne Jones                       | 13-11                             | 1988-1989                         |
| 1990                              | Steve James                       | Warren King                       | 10-6                              | 1989-1990                         |
| 1991                              | Jimmy White (2)                   | Stephen Hendry                    | 10-4                              | 1990-1991                         |
| 1992                              | Steve Davis (6)                   | Stephen Hendry                    | 9-8                               | 1991-1992                         |
| 2023                              | Mark Selby                        | Pang Junxu                        | 6-2                               | 2022-2023                         |

## Bilan par pays
| Pays           | Joueurs | Total | Premier titre | Dernier titre |
| -------------- | ------- | ----- | ------------- | ------------- |
| Angleterre     | 6       | 12    | 1980          | 2023          |
| Pays de Galles | 2       | 1     | 1982          | 1989          |